# Narrabeena lamellata
Narrabeena lamellata är en svampdjursart som först beskrevs av Patricia R. Bergquist 1980.  Narrabeena lamellata ingår i släktet Narrabeena och familjen Thorectidae. Inga underarter finns listade.